# Ajn Isa
Ajn Isa (arab. ‏عين عيسى‎, kurd. Bozanê) – miasto w północnej Syrii, w muhafazie Ar-Rakka. Położone na terytorium Rożawy. W spisie z 2004 roku liczyło 6730 mieszkańców.
Miejscowość położona jest przy drodze M4; część mieszkańców stanowią chrześcijanie.

## Historia
W czerwcu 2015 Ajn Isa zostało przejęta przez bojówki kurdyjskich Powszechnych Jednostek Ochrony (YPG), Kobiecych Jednostek Ochrony (YPJ) i arabską Liwa Thuwar al-Rakka. Wkrótce został odbity przez bojowników Państwa Islamskiego, aby finalnie zostać odzyskanym przez YPG na początku lipca 2015.
14 października 2019 Armia Syryjska wkroczyła i ustanowiła wspólną kontrolę nad miastem po porozumieniu z Syryjskimi Siłami Demokratycznymi (SDF) mającym na celu zapobieżenie tureckiej ofensywie w tym rejonie. We wrześniu 2018 miejscowość stała się stolicą Autonomicznej Administracji Północnej i Wschodniej Syrii.

### Obóz dla uchodźców
Od kwietnia 2016 w obozie dla uchodźców  Ajn Isa na obrzeżach miasta do lipca 2018 przebywało około 9 000 uchodźców, głównie syryjskich przesiedleńców wewnętrznych z muhafazy Dajr az-Zaur i Ar-Rakki. 